# William Henry Stratton
Sir William Henry Stratton, britanski general, * 1903, † 1989.